# Modelo FitzHugh–Nagumo

Gráfico da evolução temporal de com parâmetros,, e e condições iniciais e.

O modelo FitzHugh–Nagumo é um dos principais modelos de disparos neuronais, ou seja, um dos principais modelos matemáticos que descrevem o formato do potencial de ação gerado nos neurônios. O modelo em questão faz referência a Richard FitzHugh (1922 – 2007), que sugeriu a criação do sistema em 1961 e a J. Nagumo et al., que criou o circuito equivalente no ano seguinte, descrevendo o protótipo de um sistema excitável, por exemplo, o de um neurônio.
O modelo pode ser visto como uma versão simplificada do modelo de Hodgkin-Huxley, que por sua vez, faz uma modelagem mais detalhada da ativação e desativação dos canais iônicos envolvidos na geração de um disparo neuronal. Nos artigos originais de FitzHugh, esse modelo foi chamado de oscilador Bonhoeffer–van der Pol (em homenagem a Karl Friedrich Bonhoeffer e Balthasar van der Pol), por ser uma generalização do anteriormente descrito oscilador de Van der Pol, sendo este um caso específico com os parâmetros {\displaystyle a=b=z=0}.

## Modelo
O modelo de FitzHugh–Nagumo é um exemplo de sistema dinâmico excitatório-oscilatório com duas variáveis de estado. A principal delas, {\displaystyle x(t)}, é a variável relacionada ao potencial de membrana, enquanto {\displaystyle y(t)} é responsável pela acomodação e resistência do sistema. Quanto aos parâmetros envolvidos, {\displaystyle a} e {\displaystyle b} são constantes que determinam o percurso descrito pelo sistema no espaço de fase, {\displaystyle c} é uma constante adicionada por conveniência ainda no oscilador de Van der Pol e {\displaystyle z} pode ser compreendido como um estímulo externo injetado no neurônio. Sendo assim, com exceção de {\displaystyle z}, os parâmetros não possuem equivalência com algum fenômeno biológico e são escolhidos apenas para se obter o formato semelhante ao de um disparo neuronal em {\displaystyle x(t)}.
O sistema de equações diferenciais ordinárias que rege esse modelo dinâmico é
{\displaystyle {\begin{cases}{\dot {x}}(t)&=c\left(-x^{3}(t)/3+x(t)+y(t)+z\right)\\{\dot {y}}(t)&=-(x(t)-a+by(t))/c\end{cases}}},
em que {\displaystyle {\dot {x}}(t)} e {\displaystyle {\dot {y}}(t)} representam, respectivamente, as primeiras derivadas temporais das variáveis {\displaystyle x(t)} e {\displaystyle y(t)}.

## Descrição

Espaço de fase e nullclines do sistema com parâmetros,, e e condições iniciais e.

Para que o modelo apresente o comportamento esperado, os parâmetros devem obedecer às condições {\displaystyle 1-2b/3<a<1}, {\displaystyle 0<b<1} e {\displaystyle b<c^{2}}.
Nesse caso, a dinâmica do sistema pode ser descrita pelo zapping, uma alternância rápida, entre os ramos esquerdo e direito da nullcline cúbica referente à variável {\displaystyle x(t)}. Além dessa, o sistema também apresenta uma nullcline linear referente à variável {\displaystyle y(t)}. Ambas equações podem ser obtidas ao se igualar {\displaystyle {\dot {x}}(t)} e {\displaystyle {\dot {y}}(t)} a zero, resultando no par de equações
{\displaystyle {\begin{aligned}y(t)&=x^{3}(t)/3-x(t)-z\\y(t)&=(a-x(t))/b\end{aligned}}},
cuja intersecção dessas curvas é o ponto de equilíbrio do sistema.

## Leituras adicionais
- FitzHugh R. (1955) Mathematical models of threshold phenomena in the nerve membrane. Bull. Math. Biophysics, 17:257—278
- FitzHugh R. (1969) Mathematical models of excitation and propagation in nerve. Chapter 1 (pp. 1–85 in H.P. Schwan, ed. Biological Engineering, McGraw–Hill Book Co., N.Y.)